# První súdánská občanská válka
První občanská válka v Súdánu se odehrávala mezi léty 1955 a 1972, kdy se regiony jižního Súdánu snažily bojovat o nezávislost či větší míru autonomie na severních sousedech. Válka byla ukončena podepsáním dohody v Addis Abebě, kde byla přislíbena autonomie jižní části Súdánu. Během konfliktu zemřelo více než půl milionu lidí a více než sto tisíc lidí uprchlo do sousedních států.

## Příčiny občanské války
Mezi hlavní důvody vzniku občanské války je náboženská nesnášenlivost a nadřazenost většinového muslimského obyvatelstva ze severu nad křesťanským a animistickým obyvatelstvem na jihu. Súdán byl kondominiem Velké Británie a Egypta. Křesťanství se rozšířilo do jižních částí díky misijní činnosti Velké Británie ze sousedních zemí např. Ugandy a Belgického Konga.
Roku 1953 bylo po jednáních mezi Egyptem a Velkou Británií rozhodnuto o tříletém přechodném období, po odchodu vojsk obou zemí a uplynutí tříletého období získává Súdán roku 1.1.1956 nezávislost. Spojené státy americké jsou jedním z prvních států, kteří nově vzniklý Súdán uznaly.
Muslimští Arabové, kteří se vyznačují světlejší pletí, se chopili vlády a utlačovali černošské obyvatelstvo jižních a okrajových částí Súdánu. Boje proti jejich nadvládě se rozhořely ještě před vyhlášením nezávislé republiky.

## Průběh války
V srpnu roku 1955 vyvrcholilo napětí mezi křesťanským a animistickým jihem a muslimským severem a došlo k několika střetům ve městech na jihu Súdánu. Tyto střety daly vzniknout velkému neorganizovanému povstání ve většině zemědělských oblastech. Počátky povstání byly rychle potlačeny, jelikož obyvatelstvo zemědělského charakteru nebylo organizované a vyzbrojené proti vojákům, kteří byli podporováni centrální vládou Súdánu a z části odcházejícími koloniálními mocnostmi.
Konflikt se rychle stupňoval a přecházel v separatistické hnutí, kterého se účastnili nejen vzbouřenci, ale také studenti. Tyto skupiny utvořily gerilové hnutí Anya Nya, které se z provincie Equatoria rozšířilo do zbylých dvou jižních provincií: Bahr al Ghazal a Horní Nil. Nejaktivněji se podílelo na bojích v letech 1963 - 1969, kdy kontrolovala většinu venkovského jihu, zatímco vládní jednotky kontrolovaly většinou městské regiony. Rebelové operovali z malých odlehlých míst, avšak představovali malé množství lidí na to, aby byly úspěšní ve větším měřítku. Počet členů Anya Nya se pohyboval od 5000 do 10 000.
Roku 1969 navázali povstalci kontakt se zahraničními zeměmi jako Izrael, od něhož získávali zbraně. ty byly posílány přes Etiopii a Ugandu. Hnutí Anya Nya získávalo zbraně také od konžských rebelů a mezinárodních překupníků, peníze určené na nákup zbraní pocházely převážně od exulantů z jižního Súdánu, kteří utekli na Střední Východ,západní Evropy a Severní Ameriky. Další zbraně a vybavení získávali rebelové od zajatých vojenských jednotek centrální vlády.
Vláda nebyla schopna zastavit rebely, jelikož se sama potýkala s nestabilitou a názorovými neshodami. První nezávislou vládu v Súdánu vedl předseda vlády Ismail al-Azhari, který byl díky převratu roku 1958 rychle nahrazen vojenským velitelem generálem Inrahimem Abboud. Vojenský převrat a následná vláda vedená vojenskými představiteli vedli k další vlně protestů, které vyvrcholily roku 1964 a urychlily utvoření prozatímní vlády. Mezi vedoucí osobnosti protestu patřil muslimský studentský vůdce Hassan al-Turabi.
Léta 1966-1969 byla pod nadvládou orientovanou promuslimsky, která nebyla schopna dojednat žádné dohody na ukončení etnických a náboženských problémů a navíc prohloubila ekonomickou krizi, která postihla celou zemi. Proto následoval druhý vojenský převrat roku 1969, do jehož čela se postavil plukovník Gaafar Nimeiry, který okamžitě zakázal politické strany. Ve vládě však došlo k rozdělení na dva nesmiřitelné tábory na Marxisty a jejich odpůrce, což vedlo k dalšímu převratu roku 1971, kdy se do čela země postavila na krátký čas Súdánská komunistická strana. Poté převzal vládu nad zemí zpět plukovník Gaafar Nimeiry.
Roku 1971 shromáždil bývalý vojenský poručík Joseph Lagu všechny gerillové skupiny pod Jihosúdánské osvobozenecké hnutí. Poprvé v historii občanské války bylo utvořeno separatistické hnutí s pevnou strukturou a požadavky na nezávislost země. do země se vrátilo několik jihosúdánských politiků, kteří utekli do exilu, a přidali se na stranu Jihosúdánského osvobozeneckého hnutí. Vznik tohoto hnutí urychlil řešení konfliktu a přislíbení autonomie Jižnímu Súdánu.
Prostřednictvím tohoto hnutí byly dojednány dohody, které vedly k podepsání dohody v Addis Abebě, která zaručila Jižnímu Súdánu autonomii a mnohé další pravomoci.
Gaafar Nimeiry přislíbil autonomii třem jižním provinciím: Equatorii, Bahr al Ghazal a Horní Nil.

## Následky války
Počty přímých obětí střetů se pohybují okolo 0,5 milionu lidí, většinou obyvatelstva jižních oblastí. Přes 100 000 lidí uprchlo do okolních států a postupně se navracejí do země. Dlouhodobé následky představují větší ekonomické zaostávání Jižního Súdánu a Súdánu obecně. Díky válce a devastaci krajiny dochází k hladomorům, způsobeným dlouhodobými suchy, jejichž oběti jsou hlavně zemědělské obyvatelstvo.
Přes vyřešení některých sporných bodů se konflikt nanovo rozhořel v roce 1983 jako Druhá súdánská občanská válka, která je bezesporu pokračováním té první.